# Георги Василев (Лъка)
Вижте пояснителната страница за други личности с името Георги Василев.
Георги Василев Христов Караджов – Караджата е български революционер, деец на Вътрешната македоно-одринска революционна организация.

## Биография
Георги Василев е роден през 1885 година в кайлярското село Лъка, тогава в Османската империя, днес в Гърция. Занимава се със земеделие и остава неграмотен. На Великден 1905 година убива турчин, който задявал сестра му Лена и се присъединява към четата на Никола Мокренски в Мурик. Връща се в Лъка, но е предаден от чичо му Спиро, гъркоманин, и след сражение с 30-40 турци, в което убива четирима, е заловен. Бит е публично в центара на Лъка в продължение на шест часа, изпратен в Кайляри и оттам в Серфидже и накрая в Битоля, където е осъден на 15 години затвор. Участва заедно с войводата Димитър Алексиев от Прилепско в големия бой между българи и гърци в Битолския затвор, в който загиват 88 гърци и 23 българи, и който предизвиква намеса на консулите в града.
В 1906 година избягва заедно с Димитър Алексиев и 13 негови четници, като купуват от османски войник гвоздеи, с които правят стъпала по стената на затвора. Караджата се присъединява към четата на Дзоле Стойчев, действаща в Леринско, която по това време се състои от 35 души. На 9 юли 1906 година убива чичо си Спиро с жена му, дъщеря му и сина му в къщата им.
Дзоле войвода възлага на байрактаря си Щерю Влахчето, Георги Пътелейчето и на Караджата премахването на бега Ахмед ефенди от Лъджене, Кайлярско, предал Дзолевата чета в Арминор, вследствие на което загиват петима четници. На 25 март 1907 година тримата го нападат в чифлика му и отнасят главата му на Дзоле. След това тримата заедно с още двама четници, по нареждане на Дзоле, убиват на 3 април 1907 година чифликчията Ваиг бег от Орехово, Леринско, като го изгарят жив в пещта, а пазачът му Реджеп убиват в Каймакчалан.
След провъзгласяването на Хуриета в 1908 година, четата на Дзоле се легализира, посрещната тържествено в Битоля, а след това в Лерин и на гара Суровичево. На следната 1909 година заедно с четата на Дзоле участва в Похода към Цариград и свалянето на Абдул Хамид II. Четата на Дзоле напада казармата Таш Къшла, която превзема. След това Караджата служи две години като османски войник кавалерист в Цариград и участва в Итало-турската война в 1911 - 1912 година, в която получава османски орден за храброст. Връща се от Либия през март 1912 година и е уволнен от армията през април. От Цариград поради слуховете за предстояща българо-турска война заминава направо за България. Участва в Балканската война като доброволец в Македоно-одринското опълчение, в 1 рота на 8 костурска дружина, носител на бронзов медал.
След войната, в 1913 година влиза в четата на Дончо Златков, с която прехвърлят Беласица. Убива един гръцки граничар и един турчин от Дервишли, гонител на местните българи. След разпускането на четата, става воденичар във Варненско.
Участва в Първата световна война. В 1916 година на Южния фронт научава, че брат му Вангел е гръцки граничар при Дервишли, но отказва да го види.